# Jeršiče
Jeršiče – wieś w Słowenii, w gminie Cerknica. W 2018 roku liczyła 17 mieszkańców.